# Anna Lehmann-Brauns
Anna Lehmann-Brauns (* 1967 in Berlin) ist eine deutsche Künstlerin, die sich auf Fotografien von Innenräumen spezialisiert hat, die sie – menschenleer – original fotografiert oder zunächst selbst in Miniaturgröße baut. Sie nennt diese Räume „Sehnsuchtsräume“. Ihr Vater ist der Politiker Uwe Lehmann-Brauns, ihr Urgroßvater der Maler Paul Lehmann-Brauns.
Sie studierte an der Hochschule für Grafik und Buchkunst Leipzig und war 2001 Meisterschülerin von Joachim Brohm. Im Jahr 2002 erhielt sie ein Stipendium der Heinrich-Böll-Stiftung und konnte mit einem DAAD-Reise-Stipendium in der Schweiz arbeiten.
Im November und Dezember 2007 hatte sie eine auch im Ausland beachtete Ausstellung mit dem Titel „Sun in an empty room“ in der „Kommunalen Galerie“ in Berlin. Ihre Ausstellung „Gelebte Räume“ wurde in Berlin und Darmstadt gezeigt.
Anna Lehmann-Brauns lebt und arbeitet in Berlin.